# Jökultindur
Jökultindur är en bergstopp i republiken Island. Den ligger i regionen Austurland, 400 km öster om huvudstaden Reykjavík. Toppen på Jökultindur är 1 171 meter över havet, eller 501 meter över den omgivande terrängen. Bredden vid basen är 7,7 km.
Trakten runt Jökultindur är nära nog obefolkad, med mindre än två invånare per kvadratkilometer. Närmaste större samhälle är Reyðarfjörður, 17,2 km nordost om Jökultindur. Trakten runt Jökultindur består i huvudsak av gräsmarker.